# M&M's

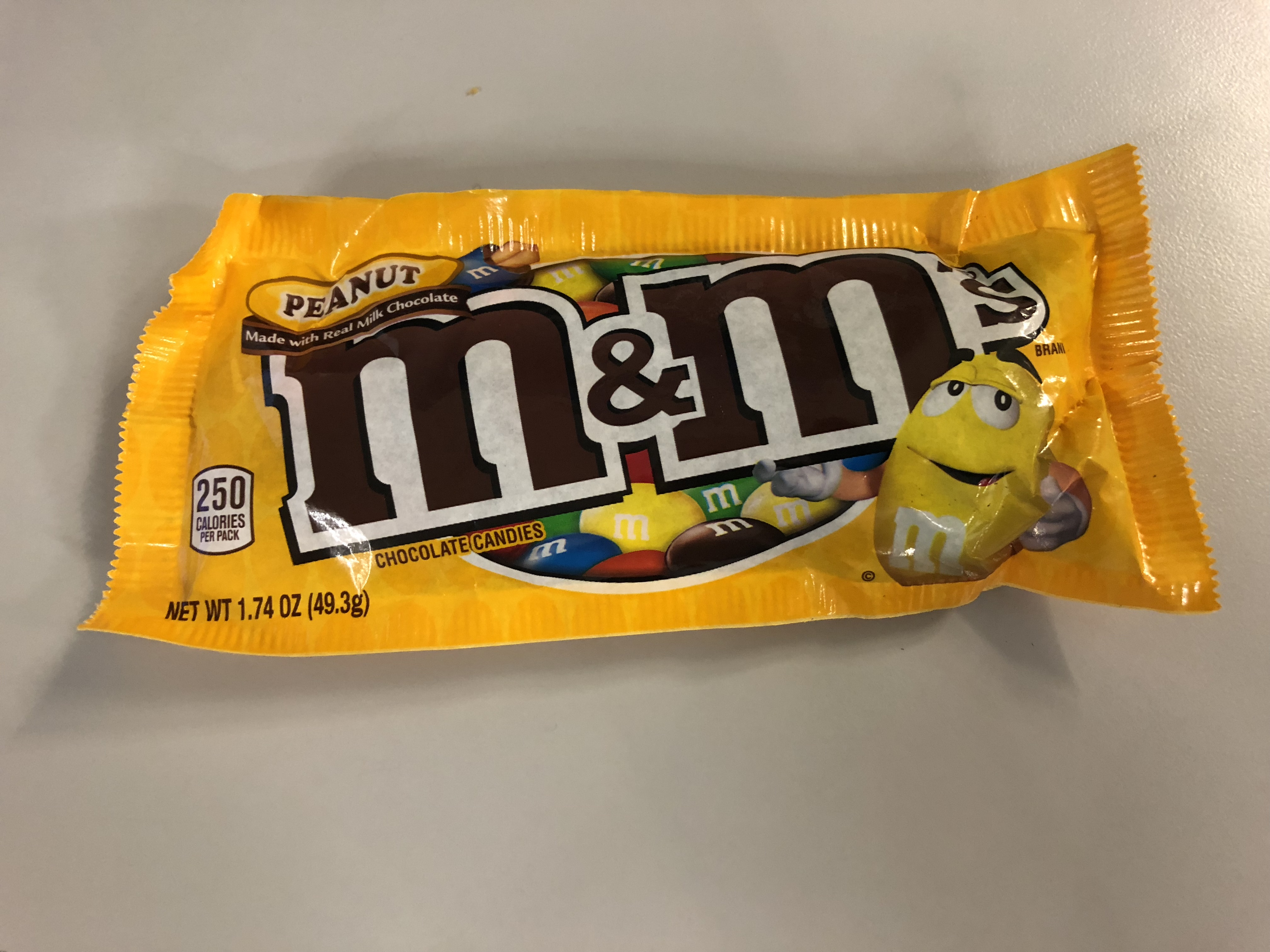
M&M's

M&M's（エムアンドエムズ）は、マースが販売しているアメリカ合衆国のチョコレートブランドの一つ。日本ではマース ジャパンが販売。

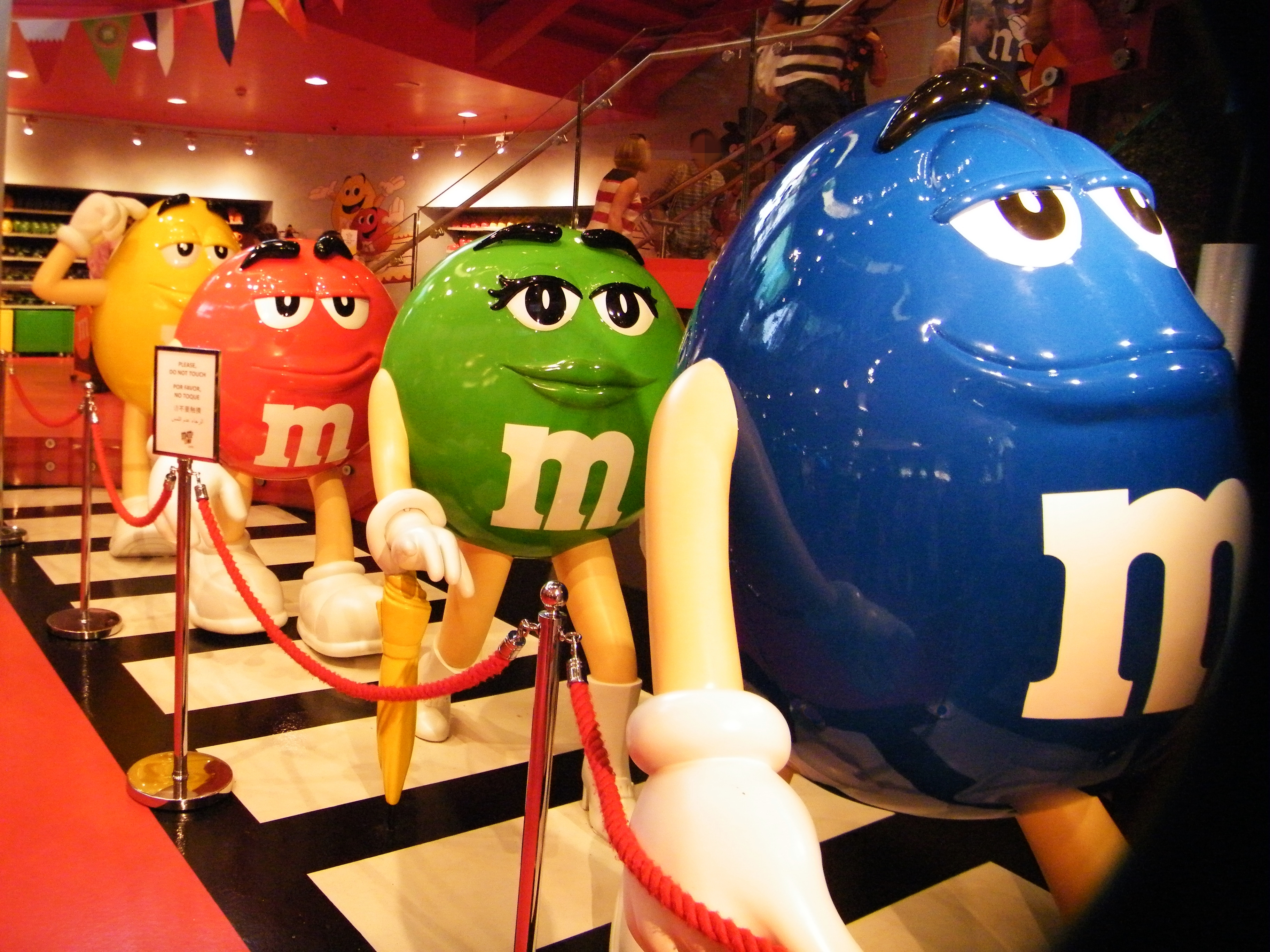
M&M'sのマスコット

様々な派生商品が発売されおり、日本では1987年より販売が開始された。

## 特徴
チョコレートが砂糖菓子でコーティングされており、その上から様々な色で着色され、「m」の白文字が刻印されている。夏場などにチョコレートが溶けたり、脂肪分が白く表出するブルーム現象が発生しやすい時期にも、手に付着せずに食べられるよう砂糖菓子でチョコレートがコーティングされている。

## 沿革

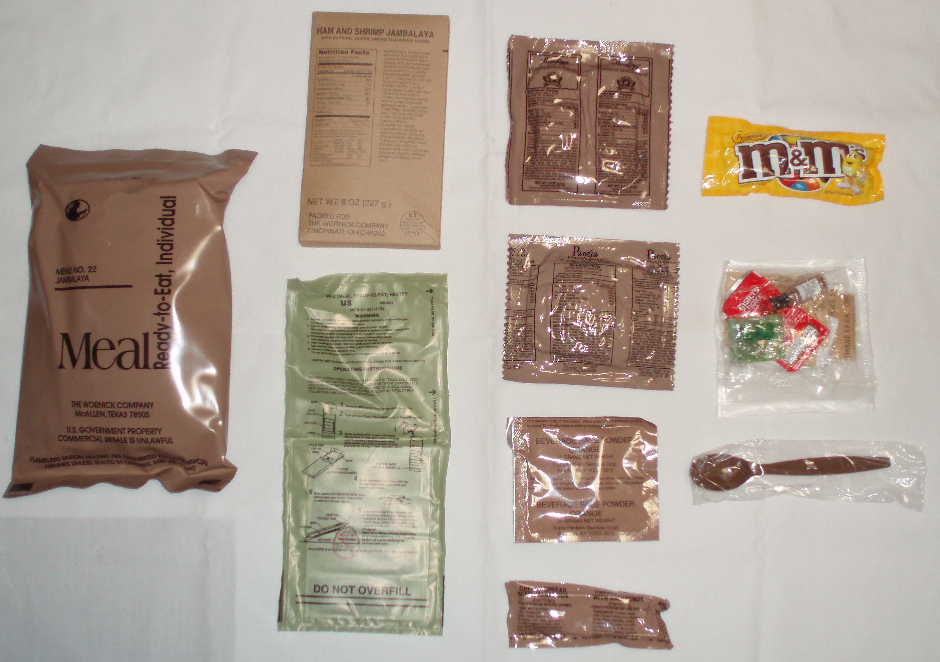
M&M'S チョコレートが含まれるMREパッケージ内容物

きっかけは、アメリカ陸軍の兵士たちの要望によるものだった。南太平洋に展開していた陸軍部隊を監察官が視察した際、兵士が「口の中で溶けて、手に溶けないチョコレートを開発してくれ。単純で当たり前のことだろう」と嘆願した。当時軍が支給する食料に含まれていたチョコレートは南太平洋の暑さですぐに溶けてしまい、兵士を落胆させていた。そこで試行錯誤を重ねた結果、M&M'sが開発された。
元々は、スペイン内戦の折に現地を訪れたフォレスト・マースが、兵士たちが砂糖でコートされたチョコレートで口を楽しませていたのを見たことに着想を得たものだが、1940年の帰国後に彼の友人であるブルース・ムリーと共同で米ニュージャージー州に工場を設置、二人の苗字の頭文字である「M」をつなげて「M&M's」（マース＆ムリーズ）を商標として1941年より製造を開始している。ブルースはハーシー社社長の息子で、この製品の権利の2割を保有していた。このため、製品は当時チョコレート配給権をもっていたハーシー社のチョコレートを使って製造することができた。
太平洋戦争が始まると、陸軍は紙筒にM&M'Sを詰めたものを補給品目に加え、海軍もこれに従った。現在もM&M'Sは軍の補給物資の一つとして扱われており、現行アメリカ軍のレーションであるMRE中にもこれが含まれるパッケージも見られる。後には宇宙食として宇宙飛行士にも支給され、1981年のスペースシャトル初打ち上げミッション（STS-1）の際にも積み込まれた。
キャッチフレーズの「お口でとけて、手に溶けない」は日本でも有名。

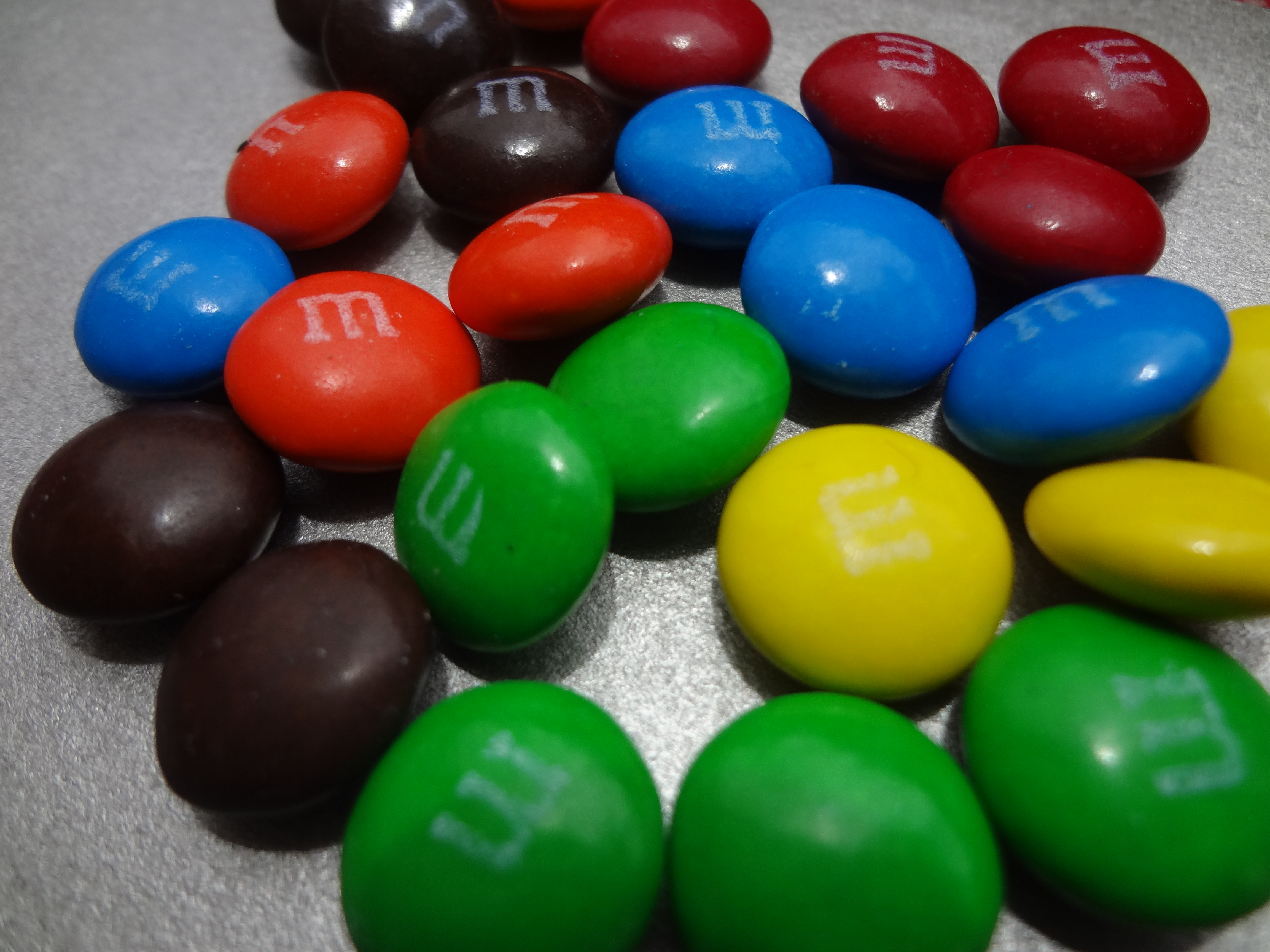
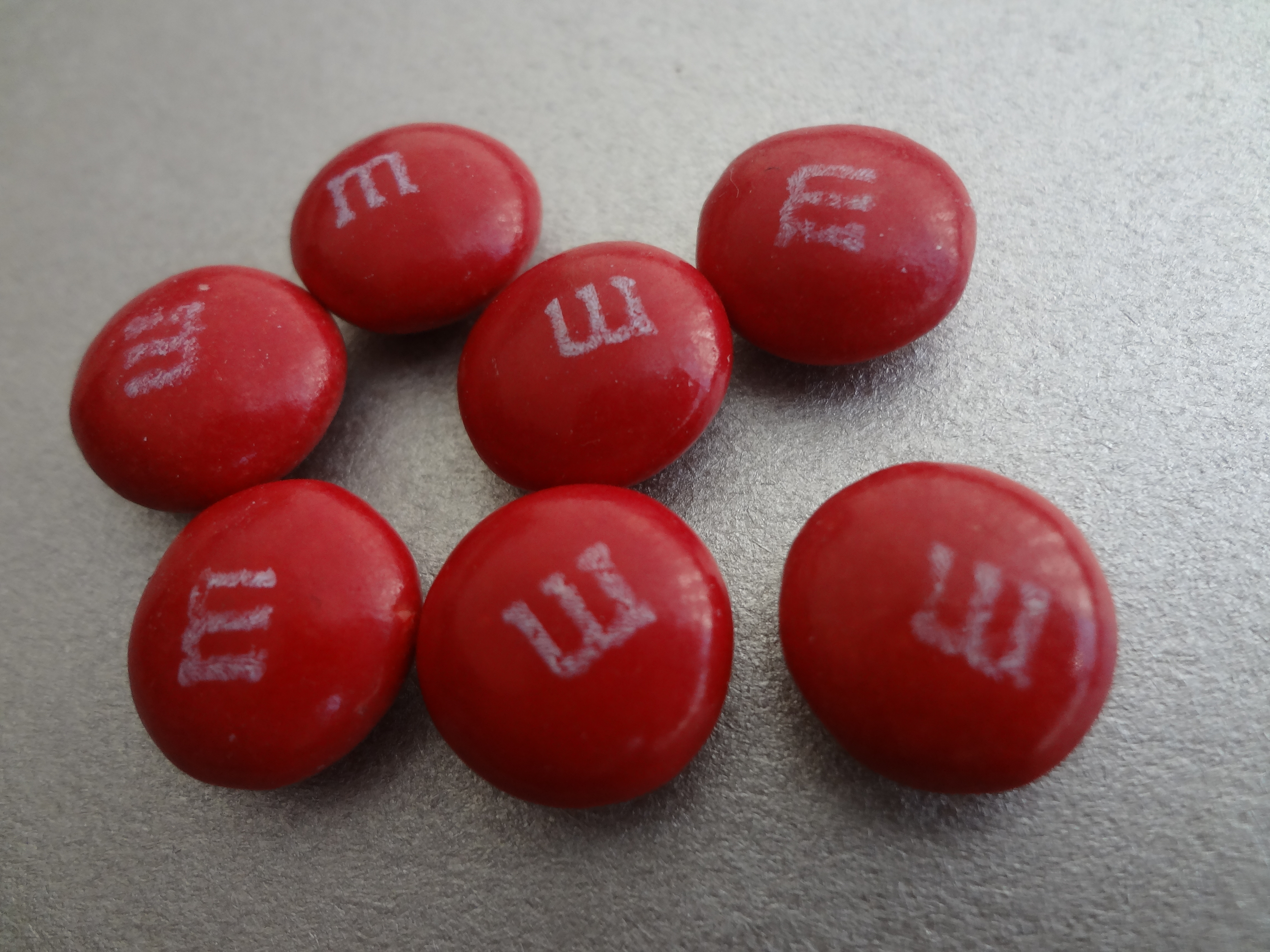
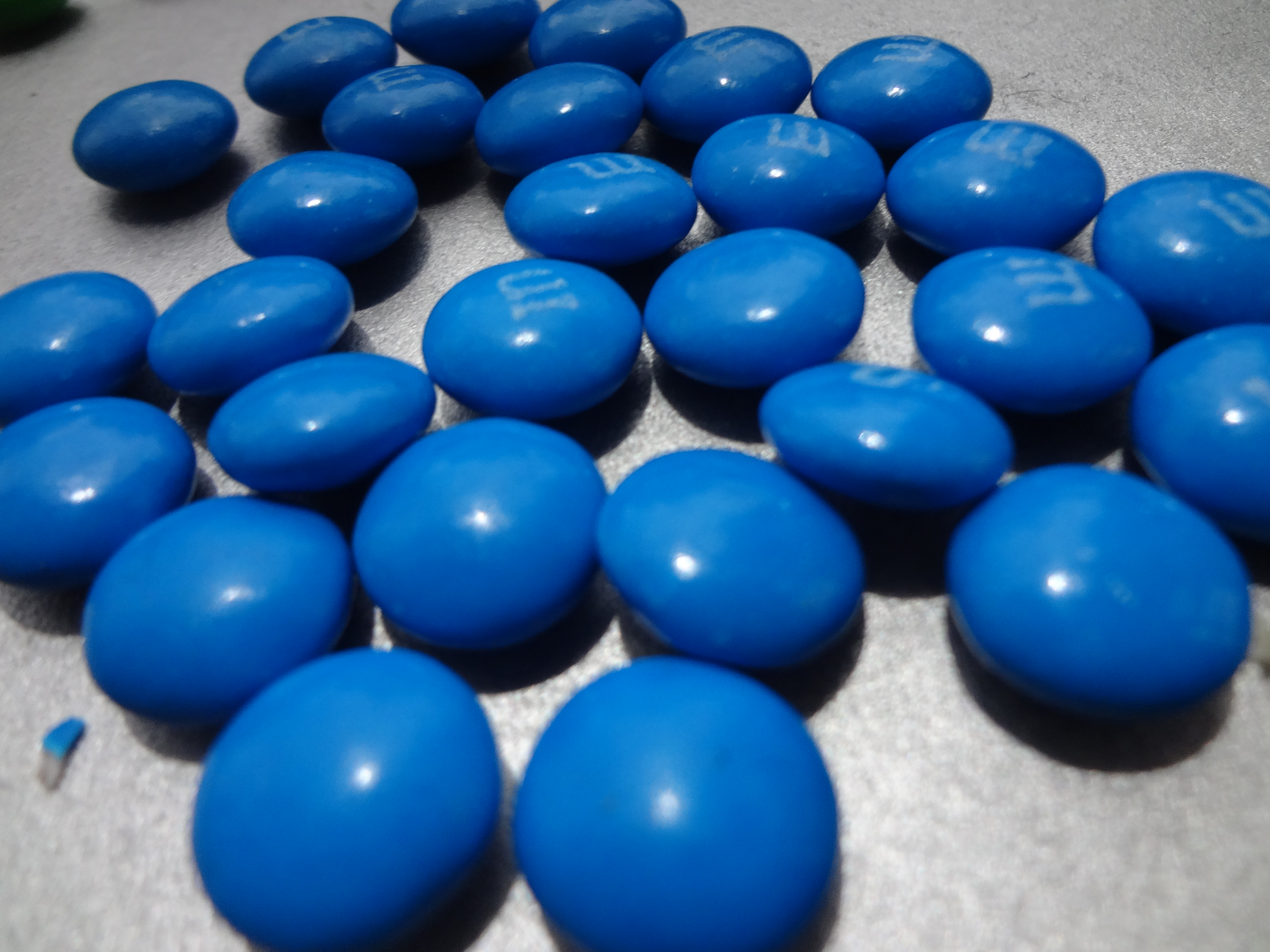
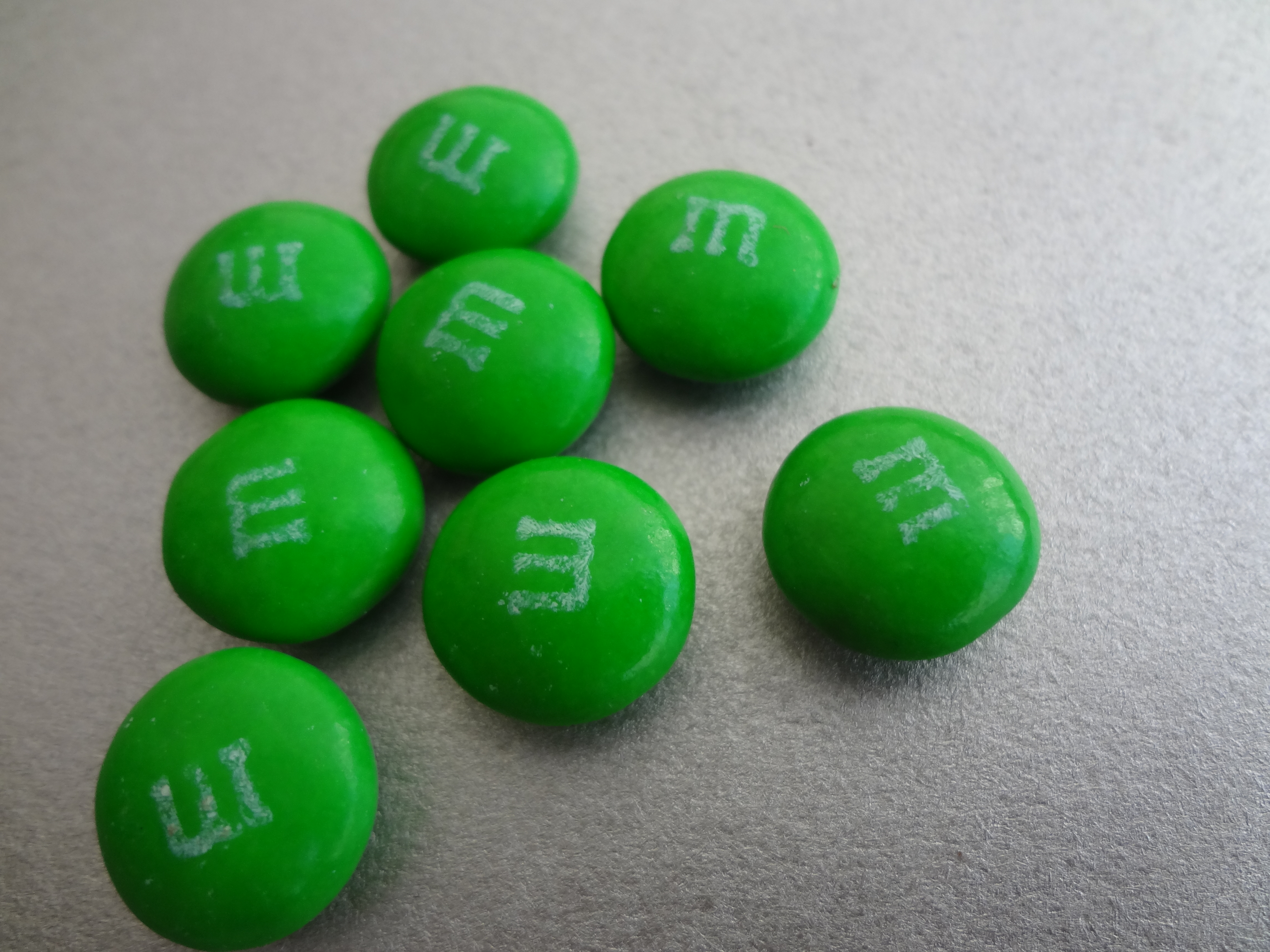

## 製品一覧
M&M'Sの主な製品は下記の通り。
- M&M'S ミルクチョコレート（Milk Chocolate）

1940年に発売されたオリジナル。茶色の袋。
- M&M'S ピーナッツ（Peanut）

ピーナッツが中に入った少し大きめの粒。1954年に発売された当時はすべて茶色の粒だったが、1960年よりカラーのものが発売。黄色の袋。
- M&M'S ダークチョコレート（Dark Chocolate）

2006年に発売された。紫色の袋。
- M&M'S ダークチョコレート・ピーナッツ（Dark Chocolate Peanut）

2007年に発売された。黄色と紫色のツートン色の袋。
- M&M'S アーモンド・チョコレート（Almond Chocolate）

元々はクリスマスとイースターのシーズン商品として1988年に発売されたが、1992年に年中販売されるようになった。薄い橙色の袋。
- M&M'S クリスピー（Crispy）

1998年のクリスマス休暇（12月）の時期に発売。ライスパフが入った食べ応えのある粒。水色の袋（現在、米国内で流通している製品は黄緑色の袋に変更されている）。

## キャラクター
M&M'sのパッケージにも描かれる特徴的なキャラクターは、“スポークスキャンディ”（spokescandies）と呼ばれている。1954年に最初のレッドとイエローが誕生し、同年にテレビコマーシャルに登場してデビューしている。広告における彼らは、青のM&M'sの登場と同時期に、コンピューターグラフィックスに切り替わった。
これらのスポークスキャンディーのチームは、その色ごとに異なったキャラクターが与えられている。ミルクチョコレートM&M'sのマスコットで皮肉屋のレッド。ピーナッツM&M'sの幸福かつ間抜けなマスコットのイエロー。これが最初に登場したキャラクターである。その後に加わったものとして、アーモンドM&M'sのマスコットの冷静なブルー。ダークチョコレートM&M'sのマスコットの魅惑的なグリーン。クリスピーM&M'sのマスコットのややノイローゼ気味のオレンジ。その他にも何色かのキャラクターがいたが、これらは登場から比較的短期間で姿を消した。
これらスポークスキャンディ中における女性のキャラクターは、長らく、緑が唯一の存在であったが（初登場の1995年から2012年まで）、第46回スーパーボウル中における広告で新たに、事務的な女性の、チーフチョコレートオフィサーのブラウンが加わった。

### 事実上の降板
2023年1月23日、マースは今後スポークスキャンディーの使用を無期限で使用停止にすることを明らかにし、事実上の降板になった。背景には2022年に「セクシーすぎる」として、女性キャラクターが履いている靴を別の靴に履き替えているが、その事に一部の保守層が不満を抱いたことから、社会の分断を生みたくないマースがこの決断を下したとしている。
なお、スポークスキャンディーの後任となるM&M'sの広報担当として、俳優でコメディアン歌手のマーヤ・ルドルフを起用することも併せて発表された。ルドルフは2023年2月12日に開催予定の第57回スーパーボウルから広告塔を務める予定。